# Inname van Erkelenz
De Inname van Erkelenz in 1607 was een bestorming op de stad Erkelenz door het Staatse leger onder leiding van graaf Frederik Hendrik van Nassau ten tijde van de Tachtigjarige Oorlog. Bij de aanval werd zijn neef Hendrik van den Bergh gevangengenomen. De stad werd geplunderd en in brand gestoken als represaille wegens de keuze van Erkelenz voor Spanje.

## Aanloop
Frederik Hendrik had begin februari staatse ruiterij en infanterie verzameld, waarmee hij van plan was een aanval te lanceren op enkele Spaanse compagnieën onder Ambrogio Spinola, die her en der verspreid lagen over het Limburgse land. Een spion had die compagnieën van Frederik Hendriks plannen op de hoogte gesteld, zodat die wisten te ontkomen naar enkele nabijgelegen steden. In het Land van Gulik lag de kleine stad Erkelenz, behorend bij Spaans Opper-Gelre. Hendrik van den Bergh had kort daarvoor van Erkelenz zijn hoofdkwartier gemaakt en plunderde vandaar uit de omgeving.

## Inname
Prins Frederik Hendrik viel de stad op 11 februari bij verrassing aan met tweeduizend ruiters en duizend haakbusschutters. Hij liet mijnen plaatsen aan de stadspoort en bestormde de stad. Daarbij kwamen vijftig Spaanse ruiters om het leven en werd de Spaansgezinde Hendrik van den Bergh gevangengenomen. De stad had aan beide partijen brandschattingen betaald, maar koos uiteindelijk de zijde van Spanje; de reden dat Van den Bergh er verbleef. Omdat de bewoners niet neutraal waren gebleven, werd de stad door de staatse troepen geplunderd en vrouwen werden misbruikt. De soldaten waren zo gedreven dat de officieren geen gezag meer over hen hadden. De reden was dat zij nog goed herinnerden hoe de burgerij eerder staatse ruiters erg slecht behandeld had. Alles dat bruikbaar was, werd geplunderd. De rest werd in brand gestoken. De stad brandde bijna volledig af.

## Nasleep
Tot de Vrede van Münster bleef Erkelenz in staatse handen. In 1674 werden de vestingwerken door de Fransen ontmanteld waarbij de bewoners werden gedwongen om de sloopwerkzaamheden zelf uit te voeren, hiermee verloor de stad zijn defensieve functie. Erkelenz werd aan Spanje toegewezen, en ging bij de vrede van Utrecht in 1713 over naar het hertogdom Gulik.